# Línguas crioulas de base portuguesa

A língua portuguesa no mundo:
Língua materna
Língua oficial e administrativa
Língua cultural ou secundária
Minorias falantes do português
Crioulos de base portuguesa

Um crioulo de base portuguesa é uma língua crioula com base lexical na língua portuguesa.

## Classificação
Os crioulos baseados em português foram classificados por Dulce Pereira por ordem geográfica e língua de substrato (a língua que contactou com o português):
Crioulos afro-portugueses
- Crioulos da Alta-Guiné
  - Cabo Verde (Crioulo de Cabo Verde ou Kauberdianu)
    - Crioulos de Sotavento
      - Crioulo da Brava
      - Crioulo do Fogo
      - Crioulo de Santiago
      - Crioulo do Maio

    - Crioulos de Barlavento
      - Crioulo da Boa Vista
      - Crioulo do Sal
      - Crioulo de São Nicolau
      - Crioulo de São Vicente
      - Crioulo de Santo Antão

  - Guiné-Bissau (Crioulo da Guiné Bissau ou Kriol)
  - Casamansa (Crioulo de Casamansa)
- Crioulos do Golfo da Guiné
  - São Tomé
    - São-tomense ou Forro
    - Angolar

  - Príncipe
    - Principense ou Lunguyê

  - Ano-Bom
    - Fá d'Ambô ou Anobonense

Crioulos indo-portugueses
- Índia
  - Diu (Língua dos velhos)
  - Damão (Língua da casa)
  - Bombaim (Crioulo indo-português de Bombaim)
  - Korlai (Crioulo indo-português de Korlai)
  - Quilom (Crioulo indo-português de Quilom)
  - Telicherri (Crioulo indo-português de Telicherri)
  - Cananor (Crioulo indo-português de Cananor)
  - Mangalor (Crioulo indo-português de Mangalor)
  - Cochim e Vaipim (Crioulo indo-português de Cochim)
  - Costa de Coromandel (Crioulo indo-português da Costa de Coromandel)
- Índia e Bangladexe
  - Bengala (Crioulo indo-português de Bengala)
- Seri Lanca (Crioulo indo-português do Seri Lanca)
  - Triquinimale e Baticaloa
  - Manar
  - Putalão

Crioulos malaio-portugueses
- Malásia e Singapore (cristã)
  - Malaca
  - Kuala Lumpur
  - Penão
- Indonésia
  - Java (Crioulo português de Java)
  - Flores (Crioulo português de Flores)
  - Timor Ocidental (Crioulo português de Belu)
  - Ternateño e Ambão (Molucas portugis)
  - Macáçar (Macáçar portugis)
- Timor-Leste (Crioulo português de Bidau)
- Malaio Manado, crioulo de base malaia com forte influência portuguesa (Indonésia)

Crioulos sino-portugueses
- Patuá macaense (Macau, Hong Kong e outros sítios)

Crioulos luso-americanos
- Papiamento, de Curaçau, Aruba e Bonaire
- Saramacano, crioulo de base inglesa com forte influência portuguesa (Suriname)
- Paramacano, crioulo de base inglesa com forte influência portuguesa (Suriname)

Nota: Na classificação de Ethnologue o nome «Upper Guinea» é dado ao crioulo da Guiné Bissau, mas nas classificações portuguesas o nome «Alta-Guiné» refere-se a todos os crioulos falados na parte Norte da Guiné.
Nos dias de hoje, acredita-se que em Angola e Moçambique novos crioulos foram criados[carece de fontes?]. Também há uma pequena população no norte do Brasil que fala um crioulo Luso-Francês, o Lanc-patuá (do Langue Patois francês).